# ナチェズ語
ナチェズ語 (英: Natchez) は、歴史的にミシシッピ州とルイジアナ州に住み、現在は主にオクラホマ州のクリーク族とチェロキー族の間に住んでいるナチェズ族の祖先の言語だった。この言語は、南北アメリカの他の先住民言語とは無関係であるか、マスコギ語とは遠い関係にあると見なされる。
ナチェズの音韻論は、その共鳴音では声の区別があるが、阻害音ではそうではない。また、さまざまな形態音韻プロセスがある。

## 概要
スー語族に属する。

## 歴史
ネイティブ・スピーカーはミシシッピ川の下流域のナチェズ・ブラフ地方に住んでいて、フランス人が入ってきた時は6000人ぐらい居たが、現在は殆ど死語になっている。